# Elwood (Kansas)
Elwood es una ciudad ubicada en el de condado de Doniphan en el estado estadounidense de Kansas. En el año 2010 tenía una población de 1224 habitantes y una densidad poblacional de 230,94 personas por km².

## Geografía
Elwood se encuentra ubicada en las coordenadas 39°45′13″N 94°52′42″O / 39.75361, -94.87833 (39.753544, -94.878345).

## Demografía
Según la Oficina del Censo en 2000 los ingresos medios por hogar en la localidad eran de $28,950 y los ingresos medios por familia eran $31,136. Los hombres tenían unos ingresos medios de $26,103 frente a los $17,692 para las mujeres. La renta per cápita para la localidad era de $12,601. Alrededor del 17.0% de la población estaban por debajo del umbral de pobreza.